# Bombardioidea serignanensis
Bombardioidea serignanensis är en svampart som först beskrevs av Fabre, och fick sitt nu gällande namn av N. Lundq. 1972. Bombardioidea serignanensis ingår i släktet Bombardioidea och familjen Lasiosphaeriaceae.  Arten är reproducerande i Sverige. Inga underarter finns listade i Catalogue of Life.